# Полікарпов Геннадій Григорович
Поліка́рпов Генна́дій Григо́рович (16 серпня 1929, с. Велика Глушиця — 11 серпня 2012, Севастополь) — український вчений у галузі радіобіології та гідробіології моря, засновник морської радіоекології. Доктор біологічних наук (1964), професор (1968). Академік Національної академії наук України (1990). Заслужений діяч науки і техніки України (1998), лауреат Державної премії України в галузі науки і техніки (2007)

## Біографія
Геннадій Григорович Полікарпов народився 16 серпня 1929 року в с. Велика Глушиця Великоглушицького району Куйбишевської області РСФРР (зараз — Самарська область Росії).
У 1952 році закінчив біолого-ґрунтовий факультет Саратовського державного університету (спеціальність — зоолог). У 1953–1956 роках навчався в аспірантурі. У 1957 році захистив кандидатську дисертацію на тему «Особливості реакції радіаційної післядії», у 1964 році — докторську (тема «Проблеми морської радіоекології»).
У 1956 році почав працювати на Севастопольській біологічній станції ім. Ковалевського (зараз — Інститут біології південних морів імені О. О. Ковалевського НАН України), пізніше став старшим науковим співробітником (1962). У 1963 році був призначений завідувачем відділу радіобіології (пізніше — відділ радіаційної та хімічної біології), який очолював до 1991 року. Був головним науковим співробітником інституту. У 1968 році отримав звання професора.
У 1970 році Г. Г. Полікарпов разом із колегами заснував відділ радіоекології при Інституті океанології в Гавані (Куба). Був активним учасником та організатором багатьох міжнародних симпозіумів, експедиції, нарад та комісії з проблем радіохемоекології моря.
У 1975–1979 роках працював у Міжнародній лабораторії морської радіоактивності МАГАТЕ в Монако, очолюючи секцію Дослідження навколишнього середовища. З 1970-х по 1984 роки був експертом від СРСР на багатьох засіданнях комісії Міжнародної Морської Організації та МАГАТЕ у Відні з проблеми дампінгу твердих радіоактивних відходів у глибини океанів та відкритих морів. У 1984 році було підписано Мораторій на такий дампінг.
У 1989–1995 роках Г. Г. Полікарпов обіймав посаду віце-президента Міжнародного Консультативного комітету із Захисту Морів, у 1991–1994 та 1999–2000 роках — посаду віце-президента Міжнародного Союзу Радіоекологів, у 1994–1997 роках був Президентом Європейського відділення цього Союзу.
Був членом редколегій чи редакційних рад багатьох українських та закордонних наукових видань: «Гідробіологічний журнал» та «Морський екологічний журнал» (Україна), «Радиационная биология. Радиоэкология» та «Биология моря» (Росія), «Journal of Environmental Radioactivity» (Велика Британія), «Marine Ecology — Progress Series» (Німеччина), «Radioecology» (Словаччина), «Turkish Journal of Marine Sciences» (Туреччина).
У 1967 році став членом-кореспондентом АН УРСР зі спеціальності «Гідробіологія моря», у 1990 році був обраний академіком НАН України зі спеціальності «Радіобіологія». Також був членом Ради Кримського наукового центру НАН України, дійсним членом Кримської Академії наук, членом Наукової ради РФ з радіобіології та член її бюро, дійсним членом Міжнародного Союзу Радіоекологів (МСР), координатором МСР по СНД та членом Ради МСР, постійним членом Міжнародного інституту Екології (секція морської екології), віце-президентом Міжнародного Союзу Екоетики.
Помер 11 серпня 2012 року.

## Наукова діяльність
Г. Г. Полікарпов широко відомий як піонер та засновник морської радіоекології. Розробив принципи радіаційної та хімічної екології, морської молісмології, концептуальну модель впливу ядерних та неядерних забруднень на морські екосистеми. Зробив значний внесок у розвиток захисту біосфери від забруднень, екологічної етики, гідробіології моря. Розвинув новий напрямок в екології — еквідозиметричну оцінку впливу на біоту радіаційних, хімічних та інших факторів.
Працюючи на Севастопольській біологічній станції, Г. Г. Полікарпов створив та очолив першу в СРСР (і серед всіх країн чорноморського узбережжя) морську радіобіологічну лабораторію, яка згодом перетворилася на відділ радіаційної та хімічної біології, ставши одним з найбільших міжнародно-визнаних радіоекологічних центрів. Одним із здобутків відділу стала вдала протидія планам західних країн використовувати Чорне море як могильник для ядерних відходів та аргументований протест проти проведення випробувань ядерної зброї у відкритих середовищах. Певною мірою ці дії посприяли підписанню ядерними державами у 1963 році Московської Угоди про заборону випробувань ядерної зброї в атмосфері, космічному просторі та під водою.
Після аварії на Чорнобильській АЕС у 1986 році, Г. Г. Полікарпов працював у складі Надзвичайної комісії Президії АН України, очоливши робочу групу з водної радіоекології, яка зробила значний внесок в мінімізацію впливу аварії на Дніпровський каскад водосховищ та рівень забруднення Чорного моря.
На Генеральній асамблеї Міжнародної спілки радіоекології, яка відбулася у 2008 році в Бергені (Норвегія), запропоновані ним зони впливу іонізуючого випромінювання на екосистемному рівні було прийнято називати «зонами Полікарпова», а саму концепцію відображено в новій редакції рекомендацій Міжнародної Комісії з проблеми радіаційного захисту щодо радіаційної безпеки людини і біосфери.
Є автором та співавтором понад 900 публікацій, його книги перекладені на кілька іноземних мов. Підготував 4 доктори наук та 34 кандидатів.

### Наукові праці
1. Полікарпов Г. Г. Радіоекологія морських організмів // Під ред. В. П. Шведова. — М.: Атоміздат, 1964. — 295 с.
2. Polikarpov G.G. Radioecology of aquatic organisms // Eds. V. Schultz & A.W. Klement, Jr. — Amsterdam: North Holland Publ. Co.; New-York: Reinhold Book Div., 1966. — 314 p.
3. Полікарпов Г. Г. та ін. Молісмологія Чорного моря // Під ред. Г. Г. Полікарпова. — К.: Наук. думка, 1992. — 304 с.
4. Polikarpov G.G. // Radiat. Prot. Dosimetry. — 1998. — Vol. 75, № 1. — P. 181—185. Polikarpov G.G. et al. / Journ. The Black Sea / Mediterranean Environment. — 2006. — Vol. 12, № 2. — P. 129–153.
5. Полікарпов Г. Г. та ін. Радіоекологічний відгук Чорного моря на Чорнобильську аварію // Під ред. Г. Г. Полікарпова і В. М. Єгорова. — Севастополь: ЕКОСІ-Гідрофізика, 2008. — 667 с.

## Нагороди
- Медаль «За доблесний труд» (1970)
- Орден «Знак Пошани» (1971)
- Пам'ятна срібна медаль ООН «Використання атомної енергії у мирних цілях» (1977)
- Почесна Грамота Президії Верховної Ради УРСР (1979)
- Почесне звання «Заслужений діяч науки і техніки України» (1986)
- Грамота Президії Верховної Ради УРСР «За самовіддану роботу з ліквідації аварії на Чорнобильській атомній електростанції та усунення її наслідків» (1986)
- Грамота Радянського комітету по програмі ЮНЕСКО «Людина і Біосфера» (1987)
- Диплом і пам'ятна медаль ім. професора Н. В. Тимофеєва-Ресовського Медичного радіологічного центру Російської АМН, Росія (1995)
- Почесна Грамота Президії НАН України та ЦК профспілок НАН України (1996)
- Відзнака НАН України «За наукові досягнення» (2008)
- Нагорода і Золота медаль В. І. Вернадського Міжнародної Спілки радіоекології, Берген, Норвегія (2008)
- Орден «За заслуги» III ступеня (2009)
- Відзнака Верховної Ради України «20 років Національної Комісії з радіаційного захисту населення України» (2011)
- Подяка Прем'єр-міністра України «За значний особистий Внесок у виконання робіт з ліквідації наслідків Чорнобильської аварії та радіоактивного забруднення навколишнього природного середовища, виявлені при цьому мужність и високий професіоналізм» (2011)
- Грамота Відділення Загальної біології НАН України «За звитяжну працю та вагомий внесок у розвиток гідробіологічної науки» (2011)